# Резня в «Дон Боско»
Резня в «Дон Боско» — эпизод во время геноцида в Руанде, имевший место 11 апреля 1994 года в столице Руанды Кигали, в ходе которого погибло большое количество мирных жителей из числа тутси.

## Событие 11 апреля
В Школе технических служащих «Дон Боско» (фр. École Technique Officielle (ETO) Don Bosco) в Кигали были расквартированы 90 бельгийских миротворцев. С 7 апреля, когда начались массовые убийства, там начали укрываться спасающиеся от гибели тутси. К 11 апреля их скопилось около 2 тысяч, в том числе около 400 детей. Многим из них уже была нужна медицинская помощь. Командующий миротворцами, лейтенант Люк Лемейр, сумел добыть лишь несколько мешков риса у полковника руандийской армии Русатиры. Зная о скорой эвакуации и о том, что, вероятно, случится с оставленными на произвол судьбы тутси, Лемейр попытался уговорить Русатиру предоставить защиту школе, но получил отказ. В 10:30 в школе появились французские военные, эвакуировавшие находившихся там своих соотечественников. После этого миротворцы должны были покинуть школу вслед за французами. В 13:45 90 бельгийских «голубых касок» на джипах уехали из школы, стреляя поверх голов бегущих за ними и умоляющих не бросать их людей. Приказ оставить пост отдал полковник Л. Маршал, командующий сектором Кигали, помощник руководителя МООНПР генерала Ромео Даллера, объясняющий своё решение необходимостью собрать все имеющиеся немногочисленные ресурсы для защиты аэропорта. Сразу же через ворота, противоположные тем, из которых выехали бельгийцы, в школу вошли ополченцы хуту и начали истреблять тутси. Те немногие, которым удалось при этом выжить, попытались добраться до ближайшего поста МООНПР, стадиона Амахоро, но были окружены военными хуту и интерахамве, которые собрали их всех вместе и, обещая предоставить защиту, повели на близлежащие холмы. Группа ганских миротворцев, прошедшая мимо, не отреагировала на их просьбы помочь. На холмах людям приказали сесть на землю, после чего их начали расстреливать, кидать в них гранаты и убивать мачете. Выжили лишь несколько человек из двух тысяч — те, которым удалось спрятаться среди трупов.

## Отражение в культуре
В 2005 году был снят фильм «Отстреливая собак» (англ. «Shooting Dogs»; в прокате США — «Beyond the gates») режиссёра Майкла Кэтона-Джоунса, экранизирующий события в школе «Дон Боско». В работе над фильмом приняли участие выжившие в том событии и родственники погибших.